# Chrysocyma fulvicolora
Chrysocyma fulvicolora är en fjärilsart som beskrevs av George Francis Hampson 1910. Chrysocyma fulvicolora ingår i släktet Chrysocyma och familjen tofsspinnare. Inga underarter finns listade i Catalogue of Life.